# Karen De Colfmacker
Karen De Colfmacker (8 januari 1985) is een Vlaamse politica die opkwam voor de Open VLD. Van  2013 tot en met 2018 was ze burgemeester van de gemeente Zwalm.
Bij de Belgische lokale verkiezingen 2006 werd ze een eerste maal verkozen als lid van de gemeenteraad van Zwalm. Ze zetelde als gemeenteraadslid voor de liberale lokale lijst G.Zwalm van 2007 tot 2012 en werd in 2012, ditmaal op een lijst van Open VLD, herverkozen voor een tweede termijn. Open VLD kwam tot een bestuursakkoord met CD&V-Plus, en De Colfmacker was bij haar eedaflegging in 2013 de jongste vrouwelijke burgemeester van Vlaanderen. In 2018 stelde ze zich niet meer verkiesbaar bij de gemeenteraadsverkiezingen.
Bij de gemeenteraadsverkiezingen van 13 oktober 2024 stelde De Colfmacker zich opnieuw verkiesbaar op de Zwalmse lijst Open Vld Samen Sterk. De lokale lijst behaalde een absolute meerderheid en sindsdien zetelt ze als eerste schepen binnen het college.